# Чжандянь
Чжандя́нь (кит. упр. 张店, пиньинь Zhāngdiàn) — район городского подчинения городского округа Цзыбо провинции Шаньдун (КНР). Название района означает «постоялый двор Чжанов» и связано с существовавшим здесь в средние века широко известным постоялым двором.

## История
Изначально здесь находился один из посёлков уезда Цзычуань. Во времена Китайской республики эти места вошли в состав уезда Хуаньтай. Во время гражданской войны когда эти места попадали под власть коммунистов, то те организовывали здесь структуры городского управления.
В мае 1950 года был создан Специальный район Цзыбо (淄博专区), и город Чжандянь был расформирован, а эти места опять вошли в состав уезда Хуаньтай; в ноябре того же года Чжандянь и Чжоуцунь были объединены в город Чжанчжоу. В апреле 1955 года Специальный район Цзыбо был расформирован, а вместо него образован город Цзыбо; город Чжанчжоу также был расформирован, а на территории его бывшего Района № 2 был образован район Чжандянь.

## Административное деление
Район делится на 7 уличных комитетов и 6 посёлков.